# Gotha
Gotha város Németországban, Türingia szövetségi államban, a Gothai körzet székhelye. Lakóinak száma 45 736 (2009).

## Fekvése
- A Türingiai medence és a Türingiai erdő határán fekszik. Délről közelítve a várost  egy erdő borította domb veszi körül. Legmagasabb pontja a Krahnberg északnyugaton 431,3 m tszf. magassággal, míg legalacsonyabb pontja 269,4 m tszf. magassággal Heutalban található.

### Szomszédos települések
A következő nagyobb települések szomszédosak Gothával:
- Nyugatra:Eisenach,
- Keletre: Erfurt,
- Délre: Suhl,
- Északra: Mühlhausen

## Története
A város már legalább a 8. század óta fennáll, amikor egy Nagy Károly által jegyzett okiratban Villa Gotaha ("jó vizek") néven említik. 1640-ben vált jelentőssé, amikor a Szász-Gotha Hercegség fővárosának tették meg. A 18. században a francia filozófus Voltaire hosszabb itt tartózkodásának köszönhetően a város egyike lett a felvilágosodás központjainak Németországban. 1826 és 1918 között Gotha a Szász–Coburg–Gotha Hercegség két fővárosának egyike volt.
Gotha fontos szerepet játszott a német munkásmozgalomban. A német szociáldemokrata párt, az SPD 1875-ben Gothában alakult meg, két szervezet, az August Bebel és Wilhelm Liebknecht vezette Szociáldemokrata Munkáspárt, és a Ferdinand Lassalle által alapított Általános Német Munkásegylet összeolvadásával. Itt hozták létre a Gothai program néven ismert kompromisszumos programot, amelyet Karl Marx hevesen kritizált a reformista elhajlásokért A Gothai program kritikája című művében (1875).
A városban született 1821-ben a híres pszichológus és antropológus Theodor Waitz.
Gotha ezenkívül évszázadok óta a könyvkiadás központja is. Justus Perthes kiadója (mostani nevén a Hermann Haack) 1763-ban kezdte meg a Gothai almanach kiadását, amely a világ uralkodóházainak és Európa nemesi családjainak a legismertebb adattára.
1949 és 1990 között Gotha a Német Demokratikus Köztársasághoz tartozott.

## Kultúra és látnivalók

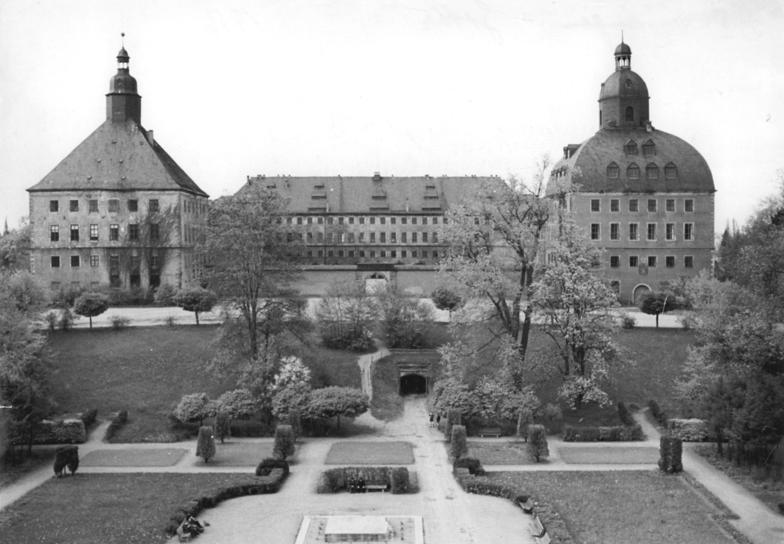
Friedenstein kastély

- A város legnevezetesebb látnivalója a Friedenstein kastély, a korábbi hercegi palota, amely 1643 és 1655 között épült. Ez a négyszögletes alapú impozáns épület alacsony, szögletes tornyaival Németország legrégebbi korai barokk palotája. A kastélymúzeumban értékes történelmi műgyűjtemény és más kulturális tárgyi emlékek találhatók. A kastély ad helyet a Regionális történeti múzeumnak is, ennek része az Ekhof színház, a világ legrégebbi fennmaradt barokk színháza.
- Városháza, épült 1567 és 1577 között reneszánsz stílusban, elsősorban a gazdagon díszített északi homlokzata említendő.
- A piactér (Hauptmarkt) helyreállított, barokk bejáratokkal rendelkező patríciusi házakkal körülvéve.
- Ágostoni templom (gótikus, 13. század), egy korábbi apátsággal.
- Szt. Margit templom (Margarethenkirche), a 15. század végéről.
- Gothában rendezik meg évente a Freakstock keresztény zenei fesztivált.
- Európa egyik első krematóriuma itt épült 1878-ban.

## Népessége
| Lakosok száma | 45 410 | 45 589 | 45 733 | 45 099 | 46 019 | 46 300 |
|               | 2015   | 2017   | 2019   | 2021   | 2022   | 2023   |

## Testvérvárosok
- Romilly-sur-Seine, Franciaország 1960 óta
- Salzgitter, Németország 1988 óta
- Gastonia, Észak-Karolina USA 1993 óta
- Kielce, Lengyelország 1997 óta
- Turócszentmárton, Szlovákia 1997 óta